# 班克斯 (阿拉巴马州)
班克斯（英文：Banks），是美国阿拉巴马州下属的一座城市。面积约为1.99平方英里（约合5.15平方公里）。根据2010年美国人口普查，该市有人口179人，人口密度为90.09/平方英里（约合34.76/平方公里）。